# فرانكلن (كارولاينا الشمالية)
فرانكلن (بالإنجليزية: Franklin)‏ هي مدينة أمريكية ومركز مقاطعة ماكون في ولاية كارولاينا الشمالية في الولايات المتحدة الأمريكية.

## التركيبة السكانية
حدّد مكتب تعداد الولايات المتحدة بيانات التركيبة السكانية لفرانكلن في تعداد الولايات المتحدة. في ما يلي، التركيبة السكانية حسب تعدادي 2000 و2010.

### تعداد عام 2000
بلغ عدد سكان فرانكلن 3,490 نسمة بحسب تعداد عام 2000، وبلغ عدد الأسر 1,627 أسرة وعدد العائلات 900 عائلة مقيمة في البلدة. في حين سجلت الكثافة السكانية 270.1 نسمة لكل كيلومتر مربع (699.6/ميل2). وبلغ عدد الوحدات السكنية 1,916 وحدة بمتوسط كثافة قدره 148.3 لكل كيلومتر مربع (384.1/ميل2).
وتوزع التركيب العرقي للبلدة بنسبة 95.42% من البيض و1.98% من الأمريكيين الأفارقة و0.32% من الأمريكيين الأصليين و0.63% من الأمريكيين ذوي الأصول الآسيوية و0.03% من سكان جزر المحيط الهادئ و0.49% من الأعراق الأخرى و1.15% من عرقين مختلطين أو أكثر و3.01% من الهسبانيون أو اللاتينيون من أي عرق.
بلغ عدد الأسر 1,627 أسرة كانت نسبة 26.5% منها لديها أطفال تحت سن الثامنة عشر تعيش معهم، وبلغت نسبة الأزواج القاطنين مع بعضهم البعض 39.7% من أصل المجموع الكلي للأسر، ونسبة 12.4% من الأسر كان لديها معيلات من الإناث دون وجود شريك، بينما كانت نسبة 3.3% من الأسر لديها معيلون من الذكور دون وجود شريكة وكانت نسبة 44.7% من غير العائلات. تألفت نسبة 40.6% من أصل جميع الأسر من عدة أفراد يعيشون في نفس المنزل ونسبة 22% كانت تتألف من شخص يعيش بمفرده يبلغ من العمر 65 عاماً أو أكثر. وبلغ متوسط حجم الأسرة المعيشية 2.08، أما متوسط حجم العائلات فبلغ 2.79.
بلغ العمر الوسطي للسكان 42.3 عاماً. وكانت نسبة 21% من القاطنين تحت سن الثامنة عشر، وكانت نسبة 7.7% بين الثامنة عشر والرابعة والعشرين عاماً، ونسبة 23.5% كانت واقعةً في الفئة العمرية ما بين الخامسة والعشرين والرابعة والأربعين عاماً، ونسبة 22.6% كانت ما بين الخامسة والأربعين والرابعة والستين، ونسبة 22.1% كانت ضمن فئة الخامسة والستين عاماً فما فوق. يوجد لكل 100 أنثى 79.4 ذكر، ويوجد لكل 100 أنثى في الثامنة عشر من عمرها فما فوق 74.3 ذكر.
بلغ متوسط دخل الأسرة في البلدة 21,534 دولارًا، أما متوسط دخل العائلة فبلغ 30,426 دولارًا. وكان متوسط دخل الذكور 25,066 دولارًا مقابل 18,472 دولارًا للإناث. وسجل دخل الفرد الخاص بالبلدة 15,129 دولارًا. وكانت نسبة 15.2% من العائلات ونسبة 20.9% من السكان تحت خط الفقر، وكان من هؤلاء نسبة 29.1% تحت سن الثامنة عشر ونسبة 16.2% في الخامسة والستين من العمر وما فوق.

### تعداد عام 2010
بلغ عدد سكان فرانكلن 3,845 نسمة بحسب تعداد عام 2010، وبلغ عدد الأسر 1,736 أسرة وعدد العائلات 974 عائلة مقيمة في البلدة. في حين سجلت الكثافة السكانية 297.6 نسمة لكل كيلومتر مربع (770.8/ميل2). وبلغ عدد الوحدات السكنية 2,142 وحدة بمتوسط كثافة قدره 165.8 لكل كيلومتر مربع (429.4/ميل2).
وتوزع التركيب العرقي للبلدة بنسبة 90.12% من البيض و2.11% من الأمريكيين الأفارقة و0.47% من الأمريكيين الأصليين و0.78% من الأمريكيين ذوي الأصول الآسيوية و4.81% من الأعراق الأخرى و1.72% من عرقين مختلطين أو أكثر و13% من الهسبانيون أو اللاتينيون من أي عرق.
بلغ عدد الأسر 1,736 أسرة كانت نسبة 25.6% منها لديها أطفال تحت سن الثامنة عشر تعيش معهم، وبلغت نسبة الأزواج القاطنين مع بعضهم البعض 37.7% من أصل المجموع الكلي للأسر، ونسبة 13.9% من الأسر كان لديها معيلات من الإناث دون وجود شريك، بينما كانت نسبة 4.5% من الأسر لديها معيلون من الذكور دون وجود شريكة وكانت نسبة 43.9% من غير العائلات. تألفت نسبة 38.5% من أصل جميع الأسر من عدة أفراد يعيشون في نفس المنزل ونسبة 19.5% كانت تتألف من شخص يعيش بمفرده يبلغ من العمر 65 عاماً أو أكثر. وبلغ متوسط حجم الأسرة المعيشية 2.20، أما متوسط حجم العائلات فبلغ 2.88.
بلغ العمر الوسطي للسكان 40.5 عاماً. وكانت نسبة 21.2% من القاطنين تحت سن الثامنة عشر، وكانت نسبة 9.2% بين الثامنة عشر والرابعة والعشرين عاماً، ونسبة 24% كانت واقعةً في الفئة العمرية ما بين الخامسة والعشرين والرابعة والأربعين عاماً، ونسبة 23.7% كانت ما بين الخامسة والأربعين والرابعة والستين، ونسبة 21.9% كانت ضمن فئة الخامسة والستين عاماً فما فوق. وتوزع التركيب الجنسي للسكان بنسبة 46.3% ذكور و53.7% إناث.

## أعلام
- جيم رولاند
- جيمس إل. روبنسون
- شون برايسون
- بيل فيتزر